# Bundesstrasse 108
Bundesstrasse 108 är en förbundsväg i förbundslandet Mecklenburg-Vorpommern. Vägen är 60 kilometer lång och förbinder städerna Waren och Laage.